# Friedrich Anton Schneider

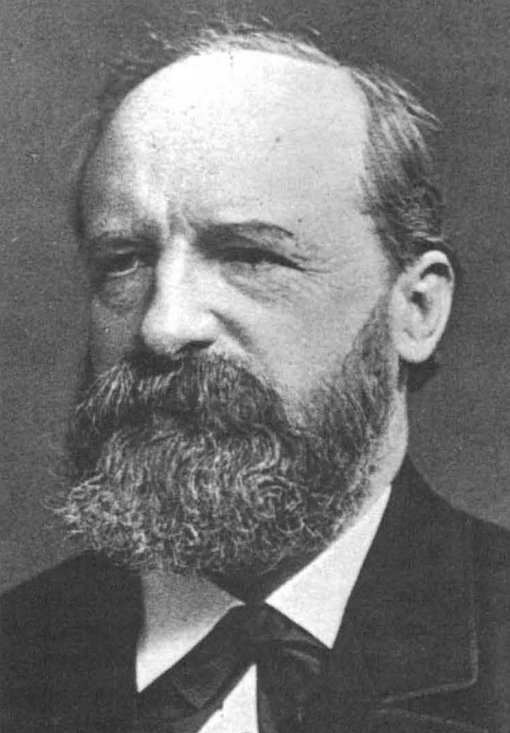
Friedrich Anton Schneider

Friedrich Anton Schneider (* 13. Juli 1831 in Zeitz, Provinz Sachsen; † 30. Mai 1890 in Breslau) war ein deutscher Zoologe und Hochschullehrer. Er beobachtete die Zellteilung bei Plattwürmern.

## Leben
Schneider studierte Mathematik und Naturwissenschaften an der Rheinischen Friedrich-Wilhelms-Universität Bonn. Von der Zoologie immer mehr angezogen, wechselte er 1851 an die Friedrich-Wilhelms-Universität Berlin. Mit einer Doktorarbeit bei Johannes Peter Müller promovierte er 1854 zum Dr. phil. Auf einer gemeinsamen Reise nach Norwegen überlebten sie ein Schiffsunglück. 1856/57 besuchte Schneider Neapel und Messina. Nachdem er sich 1859 habilitiert hatte und Privatdozent geworden war, wurde er Kurator des Zoologischen Museums der Friedrich-Wilhelms-Universität. Dort widmete er sich den Nematodensammlungen. Mit Nathanael Pringsheim erforschte er kleine Meerestiere bei Helgoland.
1869 folgte er Rudolf Leuckart auf dem Lehrstuhl der Hessischen Ludwigs-Universität. Im Deutsch-Französischen Krieg kümmerte er sich um die Verwundeten.
1874 wurde er zum Mitglied der Deutschen Akademie der Naturforscher Leopoldina gewählt.
Für das akademische Jahr 1880/81 wurde er zum Rektor der Universität Gießen gewählt.
1881 folgte er dem Ruf der Schlesischen Friedrich-Wilhelms-Universität. 1886/87 war er auch ihr Rektor. In seiner Rektoratsrede am 15. Oktober 1886 befasste er sich mit Georges Cuvier. Er heiratete 1886 und starb vier Jahre später im 59. Lebensjahr.
Er war Gründer und Herausgeber der Zoologischen Beiträge.

## Schriften
- Monographie der Nematoden. G. Reimer, Berlin 1866 doi:10.5962/bhl.title.46772
- Untersuchungen über Plathelminthen. J. Ricker, Giessen 1873 doi:10.5962/bhl.title.46840